# Ściągacz talrepowy

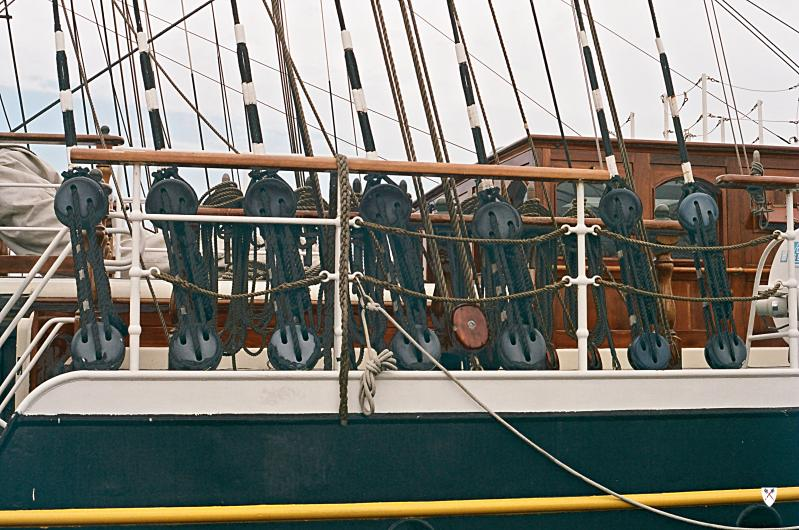
Napinanie want za pomocą ściągaczy talrepowych na Stad Amsterdam.

Ściągacz talrepowy, ściągacz linowy, talrep – ściągacz stosowany do napinania lin olinowania stałego na dawnych żaglowcach np. Lwowie. Działa na zasadzie pary wielobloków uproszczonej do pary jufersów, czyli tarcz z kilkoma (najczęściej trzema) otworami (kipami). Przez te otwory jest przewleczony talrep, czyli lina tworząca z jufersami rodzaj talii. Jufersy były wykonane z twardego drewna, a talrep był liną wykonaną z włókien roślinnych. Razem stanowiły talię samozaciskającą się pod wpływem sił tarcia na otworach jufersów. Ponieważ talrep tworzy talię, to może być liną kilkakrotnie cieńszą od liny, którą napina.
Ściągacze talrepowe stosowano głównie do napinania want. Z jednej strony ściągacz był przymocowany do podwięzi burtowej, z drugiej strony do dolnego końca wanty.
Ściągacze talrepowe były stosowane przy olinowaniu stałym wykonanym z lin roślinnych. Po zastąpieniu ich linami stalowymi, ściągacze talrepowe zostały zastąpione metalowymi ściągaczami, np. działającymi na zasadzie śruby rzymskiej.
Wśród dzisiejszych żaglowców ściągacze talrepowe posiadają m.in. Stad Amsterdam (z 2000 r.).
Skrótowo ściągacz talrepowy jest również nazywany talrepem.